# Stewardson Brown
Stewardson Brown (1867 - 1921 ) fue un ornitólogo, y botánico estadounidense . Creció en los barrios alemanes y neerlandeses de Filadelfia. Con muchos de sus camaradas, con sus otros dos hermanos, el futuro geólogo Amos Peaslee Brown (1864-1917), constituyeron una suerte de mini-sociedad científica, la "Wilson Natural Science Association", que se fijó el objetivo de estudiar la Historia natural de su barrio.
Fue curador del Departamento de Botánica de la Academia de Ciencias Naturales de Filadelfia. Realizó extensas exploraciones botánicas por Bermudas, Canadá, Jamaica, EE. UU.

## Algunas publicaciones

### Libros
- 1909. Notes on the Flora of the Bermudas. Ed. N.Y.A.S. 12 p.

- 1907. Alpine flora of the Canadian Rocky Mountains. 353 p. 79 planchas.

- 1906. "Botanizing in the Canadian Rockies". Proc. of the Academy of Natural Sci. of Philadelphia 58.

- Keller, IA (en); S Brown. 1905. "Handbook of the Flora of Philadelphia and Vicinity"[3]

- La abreviatura «S.Br.» se emplea para indicar a Stewardson Brown como autoridad en la descripción y clasificación científica de los vegetales.[4]